# Qualea tuberculata
Qualea tuberculata là một loài thực vật có hoa trong họ Vochysiaceae. Loài này được Stafleu miêu tả khoa học đầu tiên năm 1953.